# Marinmuseum

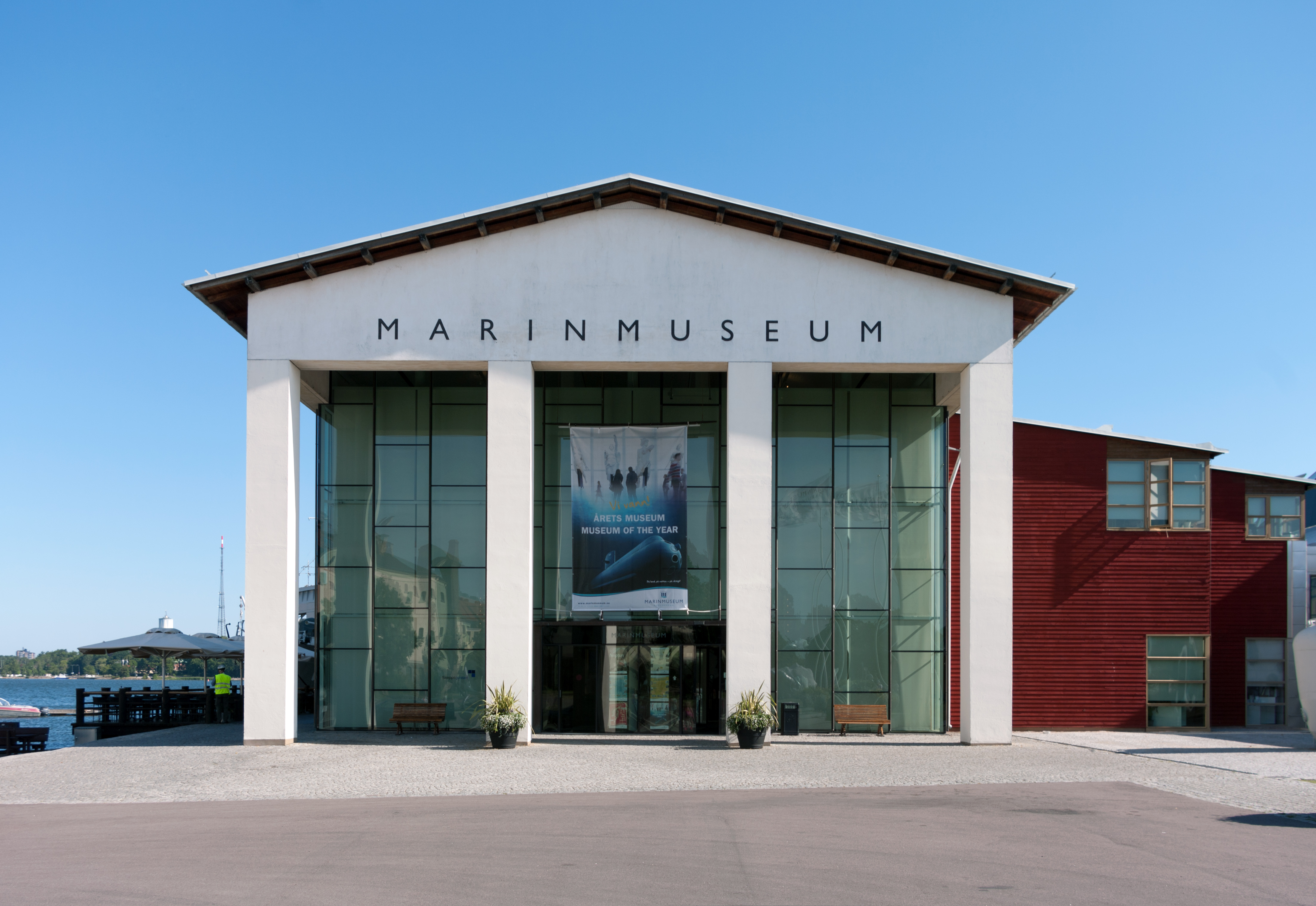
Marinmuseum

Marinmuseum – Muzeum Marynarki Wojennej lub też Muzeum Morskie – muzeum znajdujące się w Karlskronie, Szwecja, położone na wyspie Stumholmen. Muzeum zostało otwarte w 1997 roku.
Jedną z większych jego atrakcji jest podwodny tunel, z którego można z bliska podziwiać wrak żaglowca leżącego na dnie morza od ponad 300 lat. Ponadto w muzeum znajdują się rekonstrukcje łodzi, scenki przedstawiające wydarzenia historyczne, które ukazują rozwój Marynarki Wojennej od najdawniejszych do teraźniejszych czasów.